# Obama (Japon)
Pour les articles homonymes, voir Obama (homonymie).
Obama (小浜市, Obama-shi, litt. « petite plage ») est une ville située dans la préfecture de Fukui, sur l'île de Honshū, au Japon.

## Géographie

### Situation

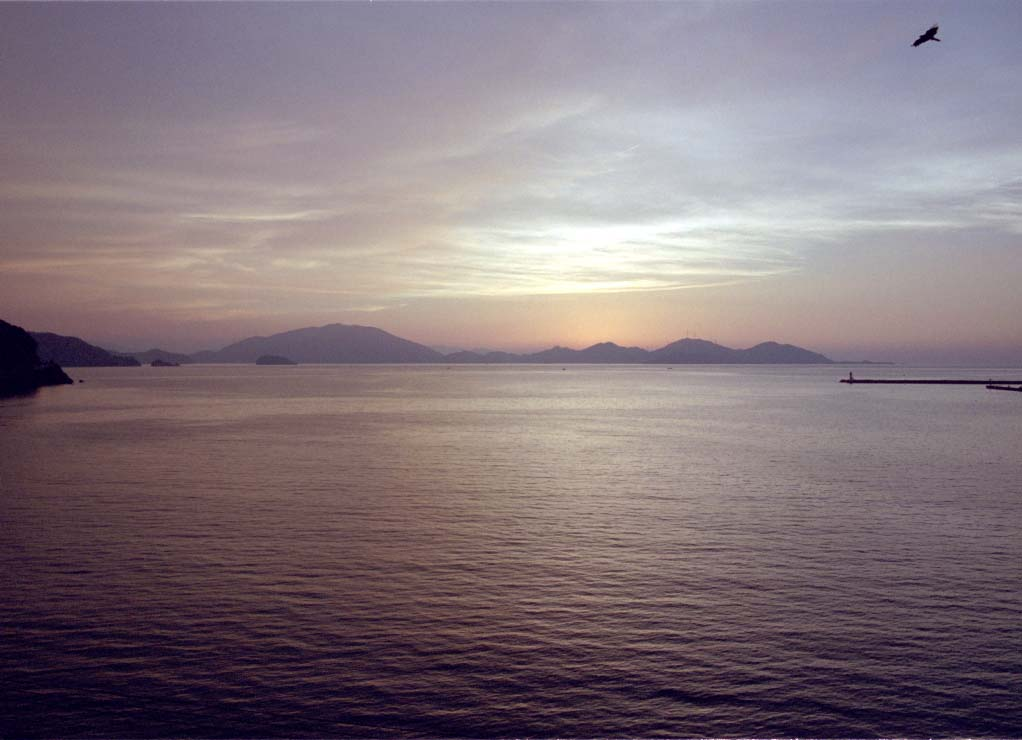
Baie d'Obama.

Obama est située dans l'extrême sud-ouest de la préfecture de Fukui, bordée par la préfecture de Shiga au sud et la mer du Japon au nord.

### Démographie
Le 1er août 2010, la ville d'Obama avait une population de 30 977 habitants, répartis sur une superficie de 232,87 km2 (densité de population de 133 hab./km2). En juin 2022, la population était de 28 436 habitants.

## Histoire
Pendant l'époque d'Edo (1603-1868), Obama était la capitale de la province de Wakasa.
Obama a obtenu le statut de ville le 30 mars 1951.

## Culture locale et patrimoine
Petit port de pêche, Obama abrite de nombreux temples comme le Myōtsū-ji et est parfois surnommée la « Nara sur la mer ».
La ville est également garante d'un rite millénaire appelé omizuokuri (l’envoi d'eau), à l’origine de la cérémonie omizutori (la réception d'eau), observée à Nara.

## Transports
La ville est desservie par la ligne Obama de la JR West.

## Jumelage
Obama est jumelée avec :
- Gyeongju (Corée du Sud),
- Kawagoe (Japon),
- Nara (Japon).

## Insolite homonymie
Barack Obama révéla à la chaîne de télévision japonaise TBS que c'est un douanier japonais qui était natif de la ville d'Obama, qui lui révéla le sens de son nom.
Depuis ce jour, les habitants d’Obama se sont découvert une passion pour Barack Obama, à l’occasion de la candidature de ce dernier, en 2007, aux élections présidentielles américaines de 2008. Le maire, Toshio Murakami, a reçu en mars 2008 un courrier du sénateur de l’Illinois le remerciant pour « son soutien, son encouragement et les touchants cadeaux » qui lui ont été faits l’année précédente, notamment une paire de baguettes laquées, la spécialité locale.
Le 5 novembre 2008, une grande fête y est organisée dès l’annonce de la victoire de Barack Obama face à John McCain.